# Camponotus macareaveyi
Camponotus macareaveyi é uma espécie de inseto do gênero Camponotus, pertencente à família Formicidae.